# Thericlesiella meridionalis
Thericlesiella meridionalis är en insektsart som först beskrevs av Sjöstedt 1923.  Thericlesiella meridionalis ingår i släktet Thericlesiella och familjen Thericleidae. Inga underarter finns listade i Catalogue of Life.